# Elysia hirasei
Elysia hirasei is een slakkensoort uit de familie van de Plakobranchidae. De wetenschappelijke naam van de soort is voor het eerst geldig gepubliceerd in 1955 door Baba.